# Holsteiner (cal)
Rasa Holstein este probabil cea mai veche rasă germană și folosită drept cal de război din 1680. Rasa Holstein a fost selecționată ca un cal puternic, de încredere pentru armată. În secolul al XIX-lea, rasele Cleveland Bay, Yorkshire Coach și  Pursânge englez au fost introduse pentru a crea un cal mai ușor, dar în același timp puternic, care să poată fi folosit pentru îmbunătățirea altor rase germane. Cu folosirea în continuare a rasei Pursânge englez, Holsteiner a devenit un cal ideal pentru performanțe. Ca toți caii cu "sânge cald", performanțele sale su fost testate înainte de a fi trecut în cartea reproducătorului.

## Utilizări
Holsteinerul modern este bun pentru toate disciplinele ecvestre. Este unul dintre cei mai buni cai de atelaje; este de nivel mondial la dresaj și sărituri și este folosit ca cea mai bună rasă germană pentru spectacole.

## Aspect
Holsteinerul este un cal înalt, elegant, cu un cap fin și ochi inteligenți. Gâtul lung este arcuit pe umerii descendenți, iar greabănul este bine format. Are pieptul larg, șalele bine formate și osul canon puternic. Orice culoare este acceptabilă, de preferință cu spatele negru, roib și maro. Are o înălțime cuprinsă între 1,63 m și 1,73 m.